# Universitat de Manchester
La Universitat de Manchester és una gran universitat de la ciutat de Manchester, Anglaterra. L'actual Universitat de Manchester es va conformar l'any 2004 amb la Universitat Victoria de Manchester (comunament coneguda com a Universitat de Manchester, abans de la fusió), i la University of Manchester Institute of Science and Technology.

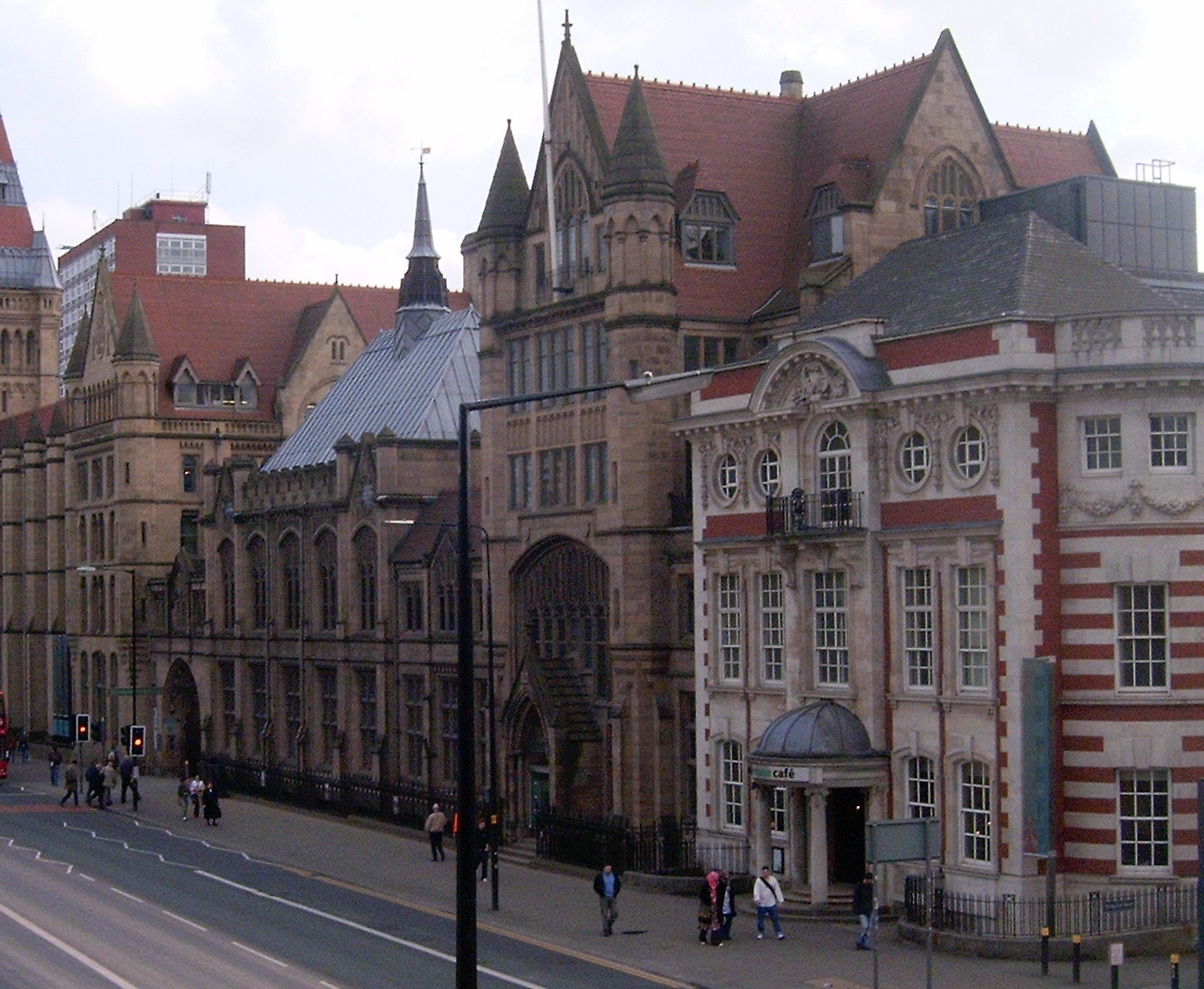
Museo de Mánchester